# Betty Boothroyd
Betty Boothroyd, Baroness Boothroyd OM PC (* 8. Oktober 1929 in Dewsbury, Yorkshire; † 26. Februar 2023 in Cambridge) war eine britische Politikerin der Labour-Partei und von 1992 bis 2000 die erste und bisher einzige Madame Speaker im britischen Unterhaus.

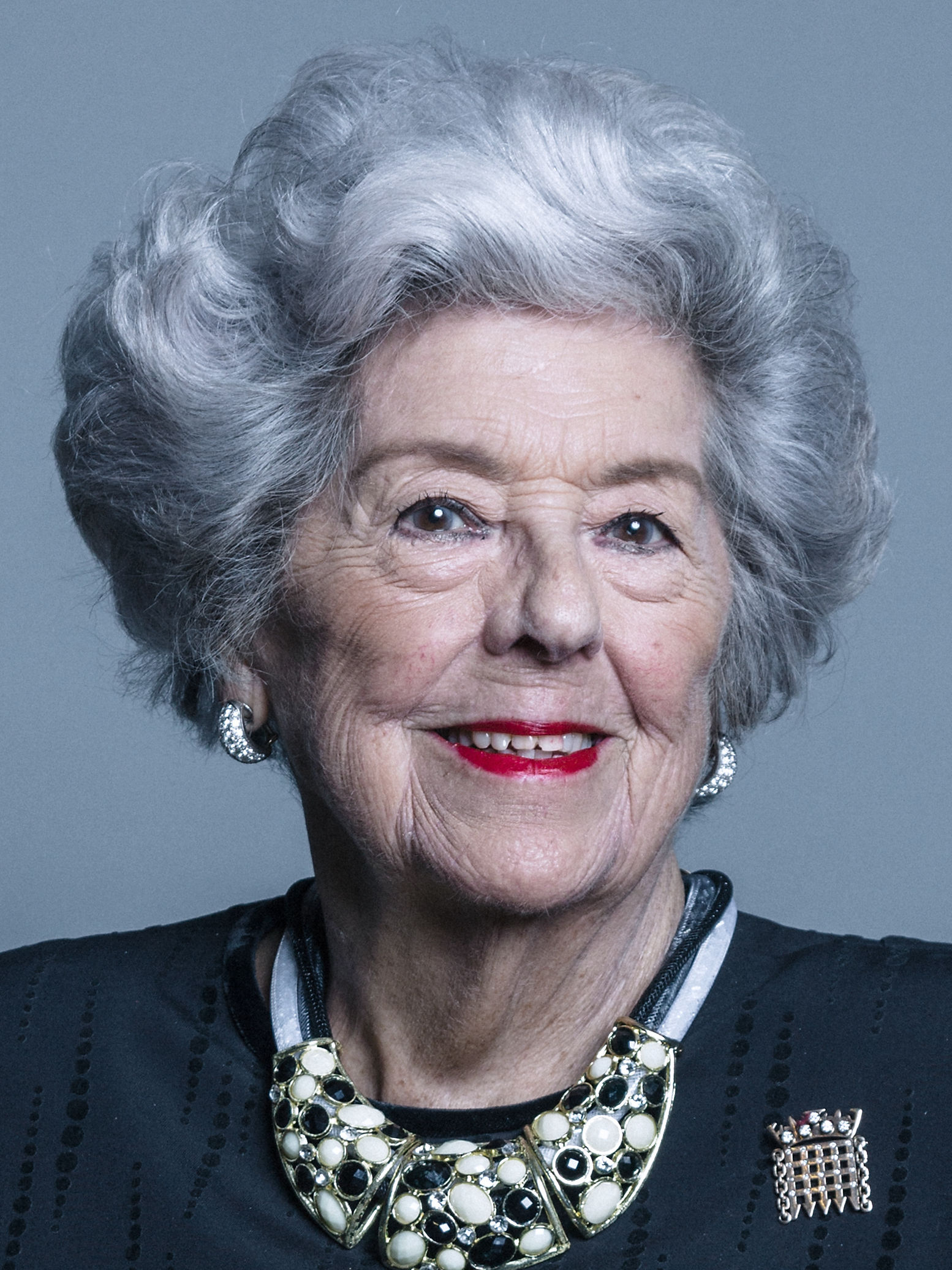
Betty Boothroyd, Baroness Boothroyd (2018)

## Biografie
Betty Boothroyd arbeitete vor ihrer politischen Karriere als Revue-Tänzerin der Tiller Girls.
Ihren Sitz im Unterhaus bezog sie als Labour-Abgeordnete für West Bromwich am 24. Mai 1973.  Als Nachfolgerin von Bernard Weatherill wurde sie am 27. April 1992 als erste Frau in der 727-jährigen Geschichte des britischen Parlamentarismus zum Speaker und damit zur Vorsitzenden des Unterhauses gewählt. Sie hielt dieses Amt inne bis zu ihrem Rücktritt am 14. Juli 2000. Nachfolger als Sprecher des Unterhauses wurde der schottische Labour-Abgeordnete Michael Martin.
Betty Boothroyd war von 1994 bis 2006 Kanzlerin der britischen Open University.
Am 15. Januar 2001 wurde sie von Königin Elisabeth II. als Baroness Boothroyd of Sandwell in the County of West Midlands in den Adelsstand auf Lebenszeit erhoben (Life Peer) und war dadurch fortan als Crossbencher ein Mitglied des britischen Oberhauses.
Boothroyd starb am 26. Februar 2023 im Alter von 93 Jahren im Addenbrooke’s Hospital in Cambridge. Ihr Tod wurde am folgenden Tag vom aktuellen Speaker of the House of Commons, Lindsay Hoyle, bekanntgegeben.